# NPC (meme)
NPC (også kendt som NPC Wojak) er et meme der primært bruges til at udtrykke ideen om at personer fra den politiske venstre ikke tænker selv.
NPC, som grafisk er baseret på Wojak, blev oprettet i juli 2016 af en anonym forfatter og først offentliggjort på foto-delings-hjemmesiden 4chan, hvor også ideen og inspiration bag NPC blev introduceret.
NPC har vundet bred opmærksomhed og været omtalt i adskillige nyhedsbureauer, herunder The New York Times, The Verge, BBC og Breitbart News Network.
Mediedækningen af NPC er politisk partisk ifølge Accuracy in Media og Media Research Center.